# Antti Hyvärinen
Antti Abram Hyvärinen, född 21 juni 1932 i Rovaniemi i finska Lappland, död 13 januari 2000 i Bad Nauheim i Hessen i Tyskland, var en finsk backhoppare, tränare och hoppbackskonstruktör. Han representerade Ounasvaaran Hiihtoseura. Hyvärinen var den första icke-norrman att vinna en olympisk guldmedalj i backhoppning.

## Karriär
Antti Hyvärinen fick sin första framgång i karriären då han blev tvåa i finska juniormästerskapen 1951. Året efter var han med det finska laget till Olympiska spelen i Oslo. Han låg på delad tredjeplats efter första omgången i Holmenkollen (K-punkt 72 meter). Han slutade som nummer sju sammanlagt. 
Under OS i Cortina d'Ampezzo 1956 blev han första icke-norrman att vinna en olympisk guldmedalj i backhoppning. Efter en delad tredjeplats i första omgången vann han guldmedaljen före landsmannen Aulis Kallakorpi. Den olympiska tävlingen gällde på den tiden också som Världsmästerskap. Hyvärinen blev i slutet av året utnämnd till Årets idrottare i Finland 1956.

## Senare karriär
Efter den aktiva karriären började Antti Hyvärinen verka som tränare för hemstadens idrottsklubb, Ounasvaaran Hiihtoseura. Han verkade också som backkonstruktör för Finska skidförbundet 1960-1964.